# Liste der Kulturgüter in Pohlern
Die Liste der Kulturgüter in Pohlern enthält alle Objekte in der Gemeinde Pohlern im Kanton Bern, die gemäss der Haager Konvention zum Schutz von Kulturgut bei bewaffneten Konflikten, dem Bundesgesetz vom 20. Juni 2014 über den Schutz der Kulturgüter bei bewaffneten Konflikten sowie der Verordnung vom 29. Oktober 2014 über den Schutz der Kulturgüter bei bewaffneten Konflikten unter Schutz stehen.
Objekte der Kategorie A sind vollständig in der Liste enthalten, Objekte der Kategorie B sind im Gemeindegebiet nicht ausgewiesen, Objekte der Kategorie C fehlen zurzeit (Stand: 2. April 2024). Unter übrige Baudenkmäler sind geschützte Objekte zu finden, die im Bauinventar des Kantons Bern als «schützenswert» verzeichnet sind.

## Kulturgüter
| Foto |                                                               | Objekt                                 | Kat. | Typ | Standort                   | Beschreibung |
| ---- | ------------------------------------------------------------- | -------------------------------------- | ---- | --- | -------------------------- | --- |
| ja   | Datei hochladen · Wikidata zu Bauernhaus Rohrmoos (Q19362685) | Bauernhaus, Landgasthof KGS-Nr.: 01160 | A    | G   | Rohrmoos 3 607950 / 174253 | 1775 erbautes ehemaliges Bauernhaus, heute als Gasthof und Wohnhaus verwendet. Der mächtige, vier Stuben breite Ständerbau mit abgewalmtem Steildach besitzt eine ausserordentliche, mit 16 Achsen befensterte Fassade, die von einer breiten geschweifter Ründe mit Laube bekrönt wird. Die Fassade besitzt zeittypische Schmuckelemente wie Malereien, Frakturinschrift und Brüstungsausschnitte.   |
| ja   | Datei hochladen · Wikidata zu Bauernhaus Mätteli (Q19362684)  | Bauernhaus Mätteli KGS-Nr.: 09772      | A    | G   | Mettli 23 607632 / 174782  | 1750 erbautes ehemaliges Bauernhaus, das in der Art der Simmentaler Bauernhäuser als kombinierter Ständer- und Blockbau und mit einst schwach geneigtem Satteldach konstruiert wurde. Das heutige Viertelwalmdach mit Korbbogen-Ründe und Laube stammt von einem Umbau im Jahr 1772. Die asymmetrische Fassade ist im Bereich der Ründe mit flächendeckender Malerei des bäuerlichen Rokoko verziert. |

## Übrige Baudenkmäler
Hinweis: Anstelle der KGS-Nummer wird als Objekt-Identifikator (ID) die Grundstücksnummer verwendet.
| ID  | Foto |                                                              | Objekt                             | Typ | Standort                            | Beschreibung |
| --- | ---- | ------------------------------------------------------------ | ---------------------------------- | --- | ----------------------------------- | ------------ |
| 36  | BW   | Datei hochladen                                              | Alphütte (1809–1811)               | G   | Mentschelen 63 605288 / 173731      |              |
| 41  | BW   | Datei hochladen                                              | Bauernhaus (um 1750)               | G   | Bachtelen 37 606839 / 175332        |              |
| 42  | BW   | Datei hochladen                                              | Ofenhaus (um 1800)                 | G   | Boden 49b 606231 / 175349           |              |
| 42  | ja   | Datei hochladen · Wikidata zu Speicher (1621) (Q112066349)   | Speicher (1621)                    | G   | Boden 49c 606214 / 175388           |              |
| 122 | BW   | Datei hochladen                                              | Speicher / Ofenhaus-Stöckli (1812) | G   | Obere Bachtelen 55a 606886 / 174983 |              |
| 122 | ja   | Datei hochladen · Wikidata zu Bauernhaus (1755) (Q112066457) | Bauernhaus (1755)                  | G   | Obere Bachtelen 55b 606906 / 174947 |              |
| 152 | BW   | Datei hochladen                                              | Alphütte (19. Jh.)                 | G   | Spittelweid 58 606048 / 174762      |              |
| 200 | BW   | Datei hochladen                                              | Ehemaliges Bauernhaus (16. Jh.)    | G   | Obere Matte 25a 607375 / 174777     |              |